# 패니 매컬러에게 보낸 편지

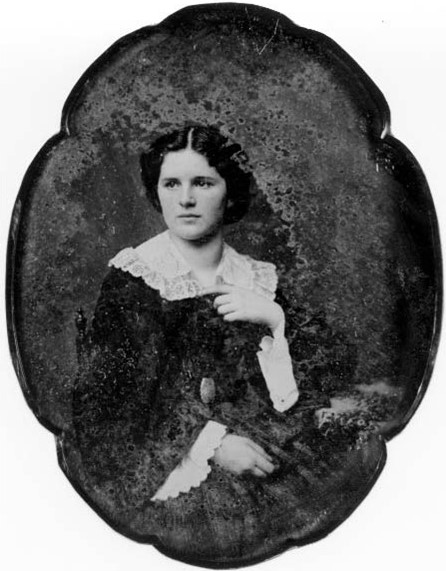
패니 매컬러

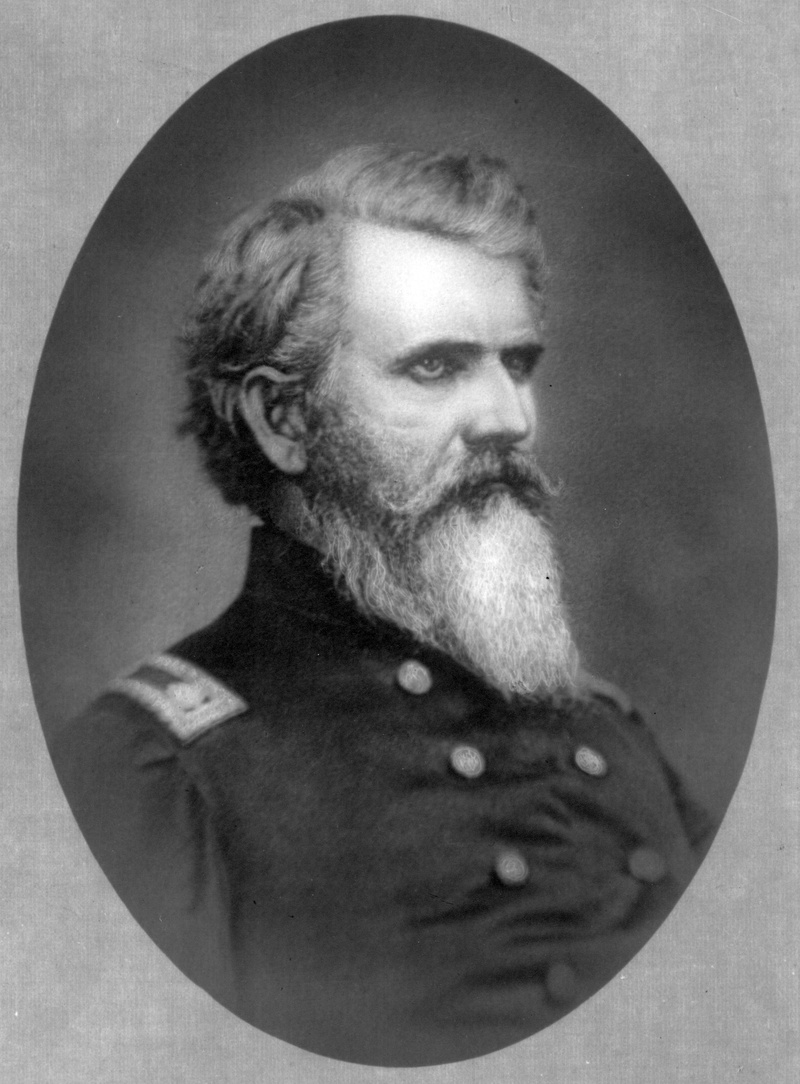
윌리엄 매컬러

1862년 12월, 미국 대통령 에이브러햄 링컨은 남북 전쟁에서 사망한 중령 윌리엄 매컬러의 딸 패니 매컬러에게 위로하는 짧은 편지를 보냈다.

## 배경
링컨은 수년 전 윌리엄 매컬러를 만났다. 당시 링컨은 일리노이주에서 순회 변호사였고, 매컬러는 일리노이주 매클레인군의 순회 서기였다. 링컨은 때때로 순회 중 블루밍턴 지역에 도착하면 매컬러 가족과 함께 머물렀다. 매컬러는 링컨이 1846년 의회 선거에 성공적으로 출마하면서 링컨의 열렬한 지지자가 되었다. 남북 전쟁이 시작되자 매컬러는 건강 문제와 나이에도 불구하고 입대할 수 있도록 링컨에게 청원했다. 매컬러의 요청은 승인되었고, 그는 제4 일리노이 기병대의 중령으로 임명되었다.
매컬러가 1862년 12월 5일 미시시피주 커피빌 근처 전투에서 사망한 후, 그의 딸 메리 프랜시스("패니")는 슬픔에 잠겨 방에 틀어박혔다. 링컨과 매컬러 가족의 공동 친구인 데이비드 데이비스의 요청으로 링컨은 12월 23일 패니에게 편지를 썼다.

## 본문
집무실,

워싱턴, 1862년 12월 23일.
사랑하는 패니

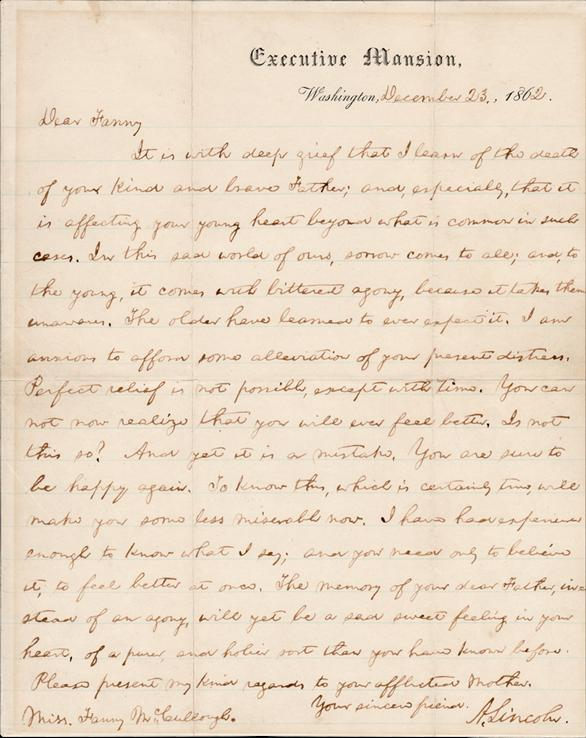
에이브러햄 링컨이 패니 매컬러에게 보낸 편지

친절하고 용감한 당신의 아버지가 돌아가셨다는 소식을 듣고 깊은 슬픔에 잠겼습니다. 특히, 이런 경우 흔치 않게 당신의 어린 마음을 그토록 아프게 한다는 사실에 더욱 그러합니다. 우리의 슬픈 세상에서 슬픔은 모두에게 찾아옵니다. 그리고 젊은이들에게는 불시에 찾아오기에 가장 쓰라린 고통으로 다가옵니다. 나이 든 사람들은 언제나 슬픔을 예상하는 법을 배웠습니다. 저는 당신의 현재 괴로움을 조금이나마 덜어주고 싶습니다. 시간 외에는 완벽한 위안은 불가능합니다. 당신은 지금은 결코 나아질 수 없다고 생각할 것입니다. 그렇지 않나요? 하지만 그것은 잘못된 생각입니다. 당신은 분명히 다시 행복해질 것입니다. 이것이 확실히 사실이라는 것을 알면 지금 당장 덜 비참해질 것입니다. 제가 무슨 말을 하는지 알 만큼 충분히 경험했습니다. 그리고 당신은 그저 그것을 믿기만 하면 즉시 나아질 것입니다. 사랑하는 아버지에 대한 기억은 고통 대신, 이전에 알지 못했던 더 순수하고 거룩한 종류의 슬프고 달콤한 감정으로 당신의 마음에 자리 잡을 것입니다.
괴로워하는 어머니께 제 안부를 전해주십시오.
진심으로 당신의 친구,

A. 링컨.
미스 패니 매컬러.

## 같이 보기
- 빅스비에게 보낸 편지